# 도다 다다토키 (초대)
도다 다다토키(일본어: 戸田忠時, 1637년 ~ 1712년 8월 25일)는 에도 시대 전기부터 중기까지의 하타모토, 다이묘이다. 시모쓰케 아시카가 번 초대 번주를 지냈다. 에도 막부에선 소바요닌을 역임하였다. 우쓰노미야 번 도다씨 분가 시조.
하타모토 도다 다다쓰구의 차남으로 태어났다.